# Белогрудая веерохвостка
Белогрудая веерохвостка (лат. Rhipidura leucothorax) — вид воробьиных птиц из семейства веерохвостковых. Обитает в Новой Гвинее.
Местообитание этого вида — субтропические или тропические леса и субтропические или тропические мангровые заросли.
Международный союз охраны природы (IUCN) присвоил виду охранный статус LC — «виды, вызывающие наименьшие опасения».

## Описание
Средних размеров (18 см длиной и 19-19,7 г весом) длиннохвостая птица. Характеризуется черноватым оперением, белым животом, белыми пятнами на груди, крыльях, белым кончиком хвоста, белым пятном сбоку на горлышке и короткой белой полосой — «бровью» над глазом. Ноги тёмные — от тёмно-серого до чёрного. Хвост часто вздернут и распущен веером. Самцы и самки схожи. Молодые особи похожи на взрослых, но более коричневого оттенка, пятнышками на грудке и полностью чёрным клювом.
Белогрудая веерохвостка похожа на пятнистогрудую веерохвостку (лат. R. maculipectus), но отличается от неё белой грудкой, что отражено в названии птицы — как в русском, так и английском: англ. White-bellied thicket fantail. Этот вид схож и с пестрогрудой веерохвосткой (лат. R. threnothorax) от которой отличается белым кончиком хвоста.

## Места обитания и поведение
Большая часть веерохвосток — хорошие летуны, и некоторые виды могут совершать длительные миграции. Но белогрудая веерохвостка относится к менее приспособленным к полёту видам, представители которых обитают в зарослях и способны только на небольшие перелёты.
Птицы этого вида очень скрытные и незаметные. Этот вид — обитатель лесных зарослей равнин и предгорий, встречается на высотах до 1350 м над уровнем моря.
Обитают в разнообразных биотопах: в кустарниках, зарослях, окаймляющих водотоки, лесах и редколесьях, у лесных болот и по краям мангровых зарослей, а также в садах. Предпочитают густую невысокую растительность.
Как и остальные веерохвостки — насекомоядны. Кормятся обычно в пределах нескольких метров от земли. Примерно 40 % добычи добывается сбором, 20 % — ловится на лету.
Голос — нисходящий по тону звук, за которым следует высокая звенящая нота «джуу-вии!».
Гнездо небольшое чашеобразное с небольшим хвостиком, строится из высушенного камыша или другой мелкой растительности, выстланное корешками и переплетенное снаружи паутиной. Расположено в развилке на высоте 0,5 м. Кладка состоит из 2 яиц размером 16-19*13-14,5 мм. Яйца — белые, с размытыми буро-коричневыми и сиренево-серыми пятнами, преимущественно в «перевязке» примерно посредине.

## Подвиды
Согласно официальным данным IOC выделяется 2 подвида:
- R. l. leucothorax	Salvadori, 1874 — обитает в западной части юго-запада Новой Гвинеи, а также на севере — на островах Каириру и Мушу.
- R. l. episcopalis	Ramsay, EP, 1878 — обитает в восточный части юго-востока Новой Гвинеи